# Fait divers
Pour les articles homonymes, voir Fait divers (homonymie).
Pour l’article ayant un titre homophone, voir Faits d'hiver.
 (mai 2025).

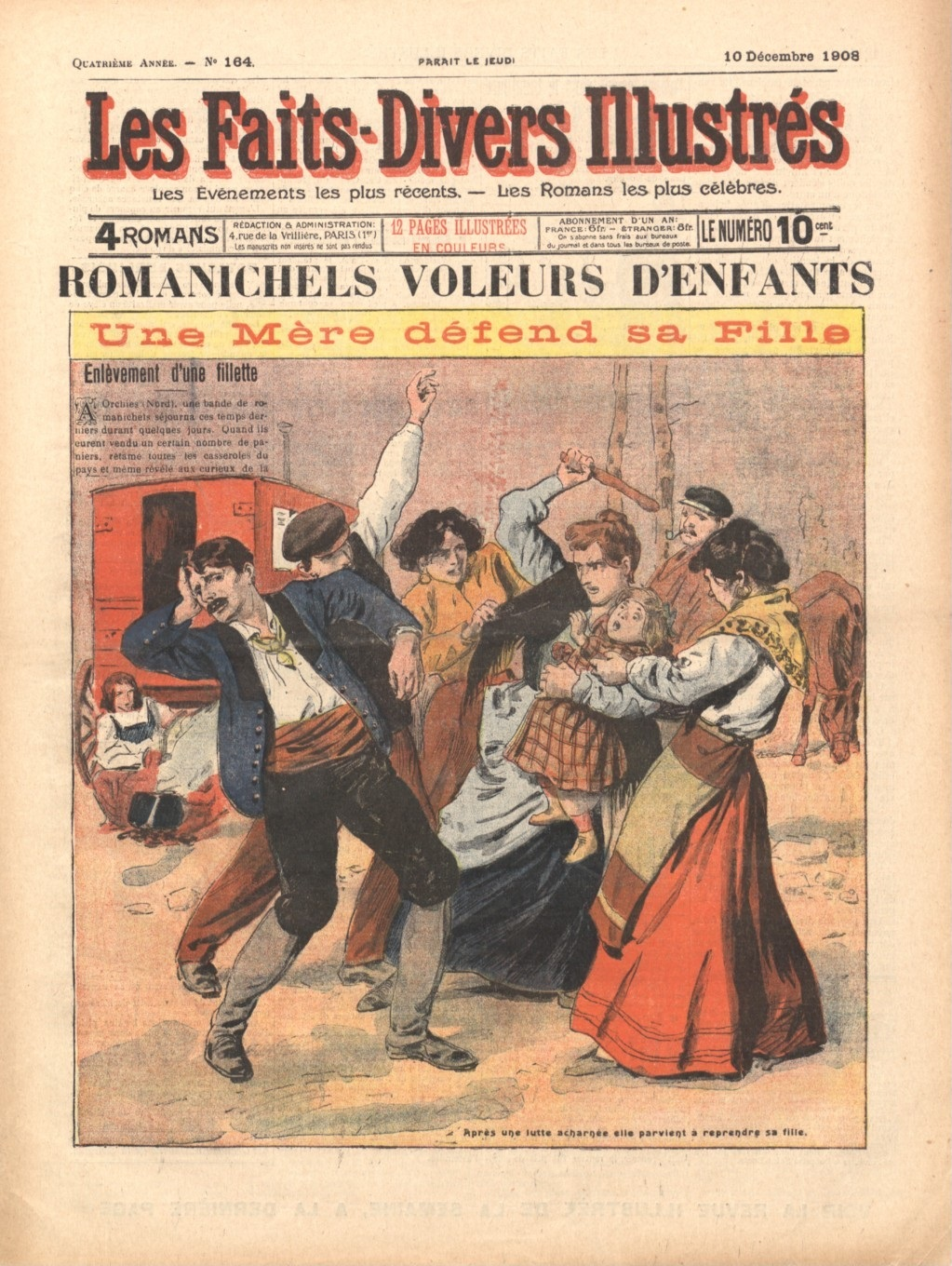
Les Faits-divers illustrés, 10 décembre 1908.

Le fait divers, orthographié aussi fait-divers (événements également surnommés « la rubrique des chiens écrasés » en argot), est, en journalisme, un type d'événement qui n'est classable dans aucune des rubriques qui composent à l'origine un média d'actualité (international, national, politique, économie, etc.). Par conséquent, les faits divers sont regroupés au sein d'une même rubrique, malgré l'absence de lien qui les unisse. Il s'agit généralement d'événements tragiques, tels que les crimes et délits, les accidents, les méfaits ou larcins énonçables en trois lignes, etc. Le terme, à l'usage, a fini par recouvrir l'actualité de la criminalité et des atteintes aux personnes au sens large.
Le fait-diversier est un journaliste qui tient la rubrique des faits divers.

## En France
En 1887 l'affaire du triple assassinat de la rue Montaigne retient l'attention de plusieurs titres de presse qui y consacrent une large part de leurs articles. Les journalistes sont en lutte avec les enquêteurs pour le contrôle de l’enquête judiciaire et les juristes sont mis sous pression par la population.
En France, la part des faits divers dans le traitement médiatique est en sensible hausse depuis les années 2000. Une enquête de l'Institut National de l'Audiovisuel fait état d'une augmentation de 73 % des faits divers dans les journaux télévisés en l'espace de 10 ans.
Si leur importance paraît souvent secondaire, les faits divers peuvent parfois avoir une portée plus large. C'est ainsi que l'affaire Paul Voise a pu être présentée comme ayant joué un rôle dans le résultat de l'élection présidentielle française de 2002[réf. souhaitée].
Certaines parutions sont spécialisées dans les faits divers : c'est par exemple le cas, en France, du magazine Le Nouveau Détective.

## Critiques

### Critiques générales sur les faits divers
- Sur le rapport qu'ils auraient avec d'autres thèmes d'information : « Le fait-divers fait diversion », phrase du sociologue Pierre Bourdieu[5],[6].

- Sur les faits divers de violence : « Depuis les années 80, les faits divers ont fait un retour en force par le biais de la télévision. » à la question : « Quel type de prisme les faits divers offrent-ils pour saisir la société, en particulier la criminalité ? », il répond « Un prisme totalement déformant, c'est bien le problème ! Il est normal que le débat public s'interroge sur les faits qui sortent de l'ordinaire. L'avion s'est écrasé, pourquoi ce terrible accident alors même que 99,9 % des avions décollent et atterrissent normalement ? Mais certains sujets comme le crime occasionnent beaucoup plus que cela. Loin de passer pour un accident de la vie quotidienne, l'érection du fait divers criminel en priorité de l'information le transforme en un fait de société. Il est promu au rang de symptôme des dérèglements de la vie sociale. Et lorsqu'il rencontre une ambiance générale de morosité et d'inquiétude sur l'avenir, il devient le révélateur d'une décadence. Ainsi, le fait divers criminel n'occasionne pas simplement un discours sur la violence qui est insupportable, mais aussi sur la violence qui augmente, qui rajeunit… Ce qui pourtant est tout aussi faux que l'idée selon laquelle les avions risqueraient de plus en plus de s'écraser. » Laurent Mucchielli, sociologue français spécialisé en criminologie[7].

Pour Roland Barthes, il s'agit d'un art de masse, « servant à préserver au sein de la société contemporaine l'ambiguïté du rationnel et de l'irrationnel, de l'intelligible et de l'insondable », donnant des signes (ce qui rassure l'individu), de contenu incertain (ce qui l'irresponsabilise). Offrant une certaine culture qu'il emplit in extremis, dont le sens demeure muet.

### Présentation comme faits-divers des accidents de la route
Dans les années 1950, un accident de la route était présenté par la presse régionale française comme un fait divers dû au hasard.
Les faits divers présentent les accidents de la route comme un évènement sporadique sans lien avec la régularité de la mortalité routière: dans les premières pages de la presse écrite ou dans les journaux télévisés, les faits divers rapportent des accidents extraordinaires, par leur gravité, le nombre ou le type de véhicule impliqué ou par leurs auteurs ou victimes. En réalité, les accidents de la route, même évitables, obéissent à une régularité statistique, pour la mortalité routière comme pour la distribution sociale[pas clair].
Les rubriques des faits divers mettent en avant maintenant[Depuis quand ?] les comportements individuels comme causes d'accidents. L’individualisation des responsabilités induit une stigmatisation de populations jugées à risque : « personnes âgés », « jeunes » et « nouveaux conducteurs », « routiers », « motards », « cyclistes » ainsi que des comportements déviants : conduite sous l’empire de l’alcool et du cannabis, conduite sans permis, participation à des rodéos.

## Dans la culture
C'est arrivé près de chez vous est un film de fiction inspiré du traitement des faits divers, sorti en 1992.
Les Nouveaux Chiens de garde, un essai de Serge Halimi paru en 1997, aborde (parmi d'autres sujets) le temps d'audience accordé par les médias français aux faits divers, en comparaison du temps accordé par exemple à des mouvements sociaux. Il donne lieu à un documentaire français sorti en 2012. Selon AlloCiné, « la question que pose le documentaire est la suivante : ce traitement de l'information ne joue-t-il pas un rôle sur la façon de penser du citoyen ? ».